# Keem Bay
Keem Bay (Iers: Cuan na Cuime) is een zandstrand nabij het dorp Dooagh op Achill Island, graafschap Mayo in Ierland.
Keem Bay is een Blue Flag-strand, wat onder andere betekent dat er redders zijn tijdens de zomermaanden. Het strand ligt tussen tussen de Benmore Cliffs en Croaghaun Mountain. Er is mogelijkheid om te zwemmen en te snorkelen vanaf het strand dat behoort tot Ierland's Blueway trail. 
In de jaren 1950 en 1960 was dit de locatie van de Achill Basking Shark fishery, waar de vissers vanaf het naast het strand gelegen Moyteoge Head zochten naar reuzenhaaien en de vissersboten naar de juiste locatie leidden.